# Piratas Estilizados
O Grêmio Recreativo Escola de Samba Piratas Estilizados (G.R.E.S.P.E) foi fundado no dia 05 de janeiro de 1974, no bairro do Laguinho. Batizado inicialmente como Bloco Carnavalesco, logo após sua criação, tornou-se campeão de todos os desfiles, até o ano de 1979. De 1980 a 1987, o G.R.E.S.P.E passa a  competir no recém-criado Segundo Grupo, onde conquistou 07 (sete) dos 08 (oito) títulos disputados.
Consagrou-se campeão no ano de 1996, último carnaval realizado na Avenida FAB, com o enredo “RISOS E LÁGRIMAS NO PALCO DA ILUSÃO".
A data de sua fundação, 5 de janeiro de 1974, foi resultado dos anseios cultivados na reunião que aconteceu na sede dos escoteiros, Veiga Cabral (Av. Eliezer Levir- laguinho), com o estímulo do “grande” chefe Humberto. Em registro estiveram nessa reunião: Augusto, Celi Del Castilho (primeira presidente), Carlos Preto, Babalão, Carminha Toste, professor Mozart (escoteiro chefe, professor de referência do bairro), Graça Lobato, Consolação, Zeca Cangaceiro, Pedro Ramos (irmão de Neck e tocador de repique), Rita, Mario Correa e muitos outros que igualmente merece a referência.
O nome foi dado pela presidente Celi Del Castilho, que já o utilizava no bloco de carnaval de salão nos clubes da cidade de Macapá. Seu símbolo, um menino pirata onde se criou o senso comum de “Piratinhas”, utilizando das cores: verde, laranja, preto e branco. Com o tempo, as cores preto e laranja viraram as cores de maiores destaques na agremiação.
Em 2010 inicialmente foi declarada campeã junto com todas as demais cinco escolas do Grupo Especial, porém após a abertura dos envelopes e a desclassificação da Piratas da Batucada, obteve o quinto lugar. O resultado final não foi aceito pela Liga, que decidiu pela invalidação e posterior exclusão da Piratas da Batucada
Bicampeã do festival de samba de enredo 2015 e 2020.
De 2016 a 2019 não teve desfiles das escolas de samba do Amapá, voltando apenas em 2020 e novamente, mas dessa vez por conta da pandemia, não teve folia em 2021 e 2022.
Em 2020 com o histórico enredo " Xô preconceito queremos respeito" obteve o terceiro lugar com o samba enredo mais cantando do carnaval amapaense onde acabou dando o início ao apagão, quando toda a bateria para de tocar e só a comunidade canta, surpreendendo a todos. 
Em 2023 com o enredo " Estilizados de alegria te convido a festejar" obteve o quarto lugar.

## Segmentos

### Presidentes
| Presidente       | Período | Ref.  |
| Mauricio Correia | 2023    |       |
| ---------------- | ------- | ----- |
| Diego Armando    | 2018    |       |
| Juliana Castro   | 2014    |       |
| Roberyo Leite    | 2017    | [ 5 ] |

### Coreógrafo
| Ano  | Nome           | Ref.  |
| ---- | -------------- | ----- |
| 2015 | Diego Moraes   | [ 6 ] |
| 2016 | Dioney Furtado |       |
| 2023 | Kaue Modesto   |       |

### Casal de Mestre-sala e Porta-bandeira
| Ano  | Nome                    | Ref.  |
| 2014 | Paula Ramos e Alirio    |       |
| 2015 | Paula Ramos e Marce     |       |
| ---- | ----------------------- | ----- |
| 2016 | Paula Ramos e Adryan    |       |
| 2020 | Paula Ramos e Chocolate | [ 7 ] |
| 2023 | Paula Ramos e Marcio    |       |

### Rainhas de bateria
| Período | Nome         | Ref.  |
| 2014    | Thaís Costa  | [ 8 ] |
| 2015    | Adrine       | [ 6 ] |
| 2016    | Juliana Nery |       |

## Carnavais
| Ano  | Colocação                                          | Grupo    | Enredo | Carnavalesco       | Intérprete      | Ref.   |
| ---- | -------------------------------------------------- | -------- | --- | ------------------ | --------------- | ------ |
| 1974 | Campeã                                             | Bloco    | Homenagem ao Pirata |                    |                 | [ 1 ]  |
| 1996 | Campeã                                             | Especial | Risos e lágrimas no palco da ilusão |                    |                 | [ 1 ]  |
| 2000 |                                                    | Especial | O Brasil Que Nós Queremos São Outros Quinhentos                                                                                          |                    |                 |        |
| 2001 | 2º lugar                                           | Especial | Festa na corte Pro Menino Estilizado |                    |                 |        |
| 2002 | 5º lugar                                           | Especial | Mairi, a Fortaleza de Ianejar |                    |                 |        |
| 2003 |                                                    | Especial | Nem Ouro Nem Prata: Grude é o Tesouro Cobiçado do Fundo do Amazonas                                                                      |                    |                 |        |
| 2004 | 5° lugar                                           | Especial | Neck: No Esplendor de Pérolas |                    |                 |        |
|      | Não ocorreu desfile em 2005. Não desfilou em 2006. |          | |                    |                 |        |
| 2007 | 4° lugar                                           | Especial | Da magia do Criador, Nasce o Amazonas, Meu Amor                                                                                          |                    |                 |        |
| 2008 | 5° lugar                                           | Especial | Estilizados da Alegria: Uma Viagem na Criança Nossa de Cada Dia                                                                          |                    |                 |        |
| 2009 | 5º lugar                                           | Especial | Do Marabaixo ao Carnaval – Os Estilizados Comandam o Encontro dos Tambores no Marco Zero da Civilização                                  |                    |                 |        |
| 2010 | 5º lugar                                           | Especial | No Cantar Afro - Tucuju os Ramos de Alceu e Joaquina Ecoam Pela Amazônica Pedreira e Embalam os Estilizados no Carnaval do Meio do Mundo |                    |                 | [ 9 ]  |
|      | Não ocorreu desfile em 2011.                       |          | |                    |                 |        |
| 2011 | *                                                  | *        | Bar do Abreu: Estilizando a Tradição, Vou em doses de poesia, Embriagado de alegria, Na apoteose da Emoção                               |                    |                 | [ 10 ] |
| 2012 | 4º lugar                                           | Especial | O encantado Vale do Jari |                    |                 | [ 11 ] |
| 2013 | Vice-campeã                                        | Especial | O Bar do Abreu é Tradição! Estilizado vivencia sua história na Apoteose da emoção                                                        | Juninho Fala Sério | Paulinho Pontes | [ 12 ] |
| 2014 | 5º lugar                                           | Especial | No meio do mundo... a Banda v | Juninho Fala Sério | Paulinho Pontes | [ 13 ] |
| 2015 | 4º Lugar                                           | Especial | Você Sabia? Estilizados... Vem revelar!                                                                                                  | Juninho Fala Sério | Paulinho Pontes | [ 7 ]  |
| 2020 | 3º Lugar                                           | Especial | "XÔ PRECONCEITO, QUEREMOS RESPEITO" |                    | Tinga           |        |
| 2023 | 4º Lugar                                           | Especial | Estilizados de Alegria te convido a Festejar                                                                                             |                    | Neck            |        |